# Sérgio Luís de Araújo
Sérgio Luís de Araújo, noto come Sérgio (Kaloré, 11 maggio 1970), è un ex calciatore brasiliano, di ruolo portiere.

## Caratteristiche tecniche
Gioca come portiere.

## Carriera

### Club
Approdato per la prima volta al Palmeiras nel 1992, Sérgio ebbe quattro diverse esperienze con il club paulista. Solitamente fu impiegato come riserva dei titolari Velloso e Marcos. Nel 1993, grazie ad un infortunio di Velloso, Sérgio giocò come titolare la finale del campionato Paulista contro il Corinthians, in cui la vittoria del Palmeiras segnò il ritorno alla vittoria dopo un digiuno durato sedici anni. Tra il 1998 e il 2006 trascorse il suo periodo più lungo con il verdão.
Al di là delle sue esperienze al Palmeiras, giocò per Flamengo nel 1995, e successivamente per Portuguesa (due volte) e Vitória; nel 2007 giocò per il Santo André e nel Bahia.
Fino a giugno 2008 giocò per l'Itumbiara, squadra in cui militavano anche calciatori dal passato importante come Túlio e Caíco; nel settembre 2009 è stato messo sotto contratto dal Santos, a causa dell'infortunio di Fábio Costa.

## Palmarès

### Club

#### Competizioni nazionali
- Campionato paulista: 3

Palmeiras: 1993, 1994, 1996
- Torneo Rio-San Paolo: 2

Palmeiras: 1993, 2000
- Campionato brasiliano: 2

Palmeiras: 1993, 1994
- Coppa del Brasile: 1

Palmeiras: 1998
- Copa dos Campeões: 1

Palmeiras: 2000
- Campionato brasiliano di seconda divisione: 1

Palmeiras: 2003
- Campionato Goiano: 1

Itumbiara: 2008

#### Competizioni internazionali
- Coppa Mercosur: 1

Palmeiras: 1998
- Coppa Libertadores: 1

Palmeiras: 1999